# Китсап (окръг)
Вижте пояснителната страница за други значения на Китсап.
Окръг Китсап (на английски: Kitsap County) е окръг в щата Вашингтон, Съединени американски щати. Площта му е 1466 km², а населението – 266 414 души (2017). Административен център е град Порт Орчард.